# Eukiefferiella bedmari
Eukiefferiella bedmari är en tvåvingeart som beskrevs av Vilchez-quero och Laville 1988. Eukiefferiella bedmari ingår i släktet Eukiefferiella och familjen fjädermyggor.
Artens utbredningsområde är Spanien. Inga underarter finns listade i Catalogue of Life.